# 和歌山県庁舎
和歌山県庁舎（わかやまけんちょうしゃ）は和歌山県和歌山市小松原通一丁目一番地及びその周辺にある和歌山県庁（役所）の建物群の総称である。本館、北別館、東別館、警察本部庁舎（西別館）、南別館（防災センター）からなる。

## 概要
和歌山県成立以来、和歌山県行政の中心となっている。周辺には県庁舎群以外にも和歌山県民文化会館・和歌山県立近代美術館・和歌山県立博物館など、多くの県施設が集積している。
総面積は2.3ヘクタール。

## 年表

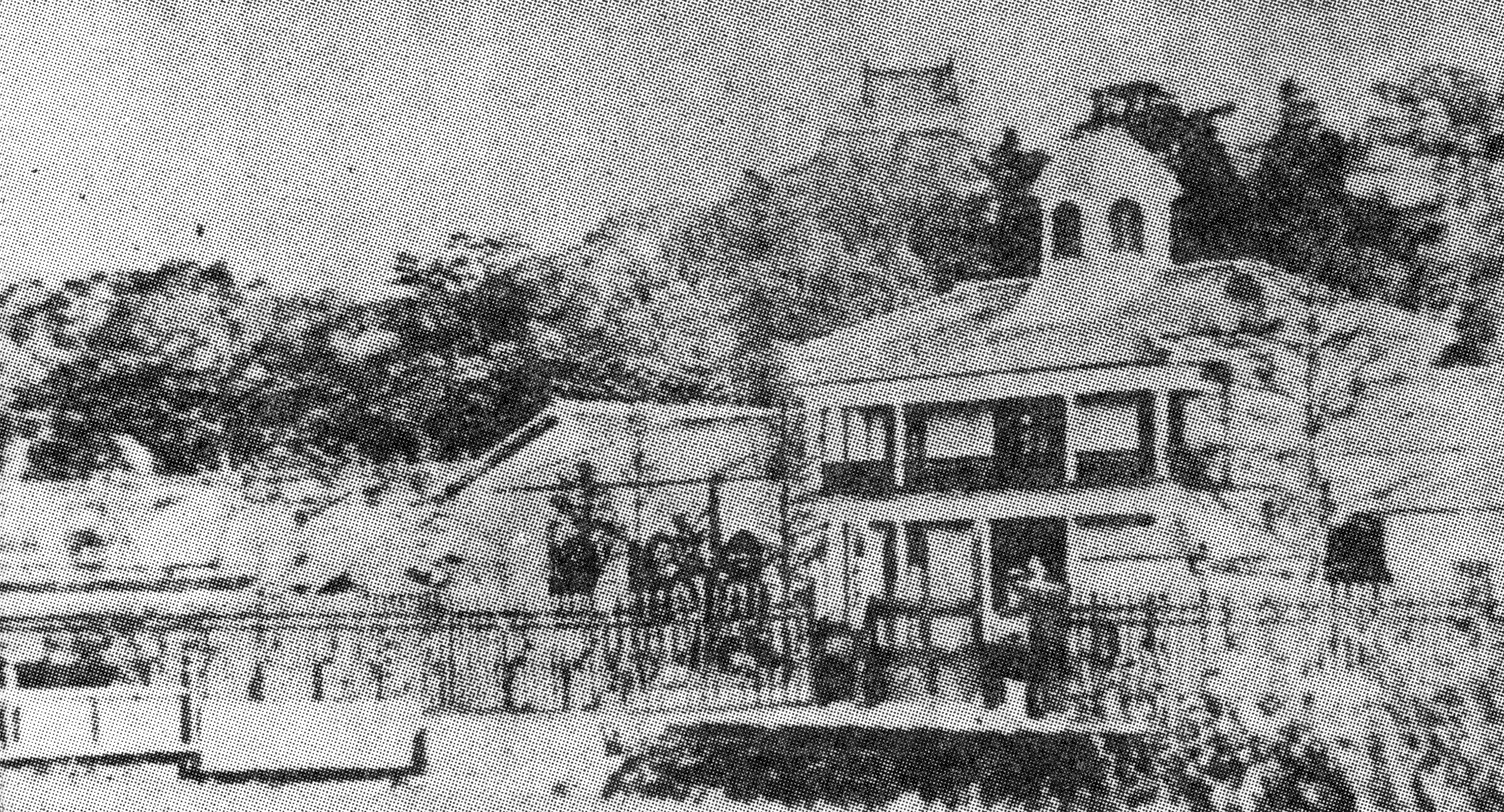
1876年竣工の和歌山県庁舎

- 1871年（明治3年）8月29日 - 廃藩置県により和歌山県設置。
- 1872年（明治4年）7月14日 - 和歌山城砂の丸に存在した旧藩庁に入居。
- 1873年（明治5年） - 現在の和歌山市西汀町一丁目（現在の汀公園）に県庁舎を新築移転。旧朝比奈惣左衛門屋敷跡に建設された西洋式の木造建築であった。
- 1938年（昭和13年） - 紀州藩家老久野丹波守屋敷跡に現本館が完成。以後、周辺の隣接地に別館を増築して現在に至る。
- 1947年（昭和23年） - 本館裏の西側部分を増築。
- 1962年（昭和37年） - 本館裏の東側部分を増築。
- 1964年（昭和39年） - 東別館完成。
- 1966年（昭和41年） - 北別館完成。
- 1968年（昭和43年） - 和歌山県警察本部本庁舎（西別館）完成。
- 2006年（平成18年） - 南別館（防災センター）完成。

## 庁舎
2006年に完成した南別館以外の建物は建築から40～60年経ており、今後予想される南海・東南海地震に備えて継続的に耐震工事が行われている。

### 本館
本館は1936年（昭和11年）9月から建設に着手され、1938年（昭和13年）4月に竣工した。設計したのは和歌山県技師の増田八郎で、顧問としては内田祥三が委嘱された。施工は清水組（現在の清水建設）。地上4階の鉄筋コンクリート造である。延べ床面積は30,434平方メートル。
1945年（昭和20年）の和歌山大空襲で破壊を免れ残った建物である。ちなみに本館3階及び4階は和歌山県議会の本会議場となっている。
なお、本館は1938年完成であるが、本館には戦後に増築された部分が存在する。本館の裏側部分が増築された部分である。まず、本館裏側の西部分が1947年（昭和23年）に、西側に続いて東側が続いて1962年（昭和37年）に増築されている。増築を繰り返したこともあり、機能面で多くの問題を抱えているとされる。しかし、財政的に建て替えは難しい為、耐震補強工事やエレベーターの設置工事が近年行われている。
2013年12月24日に国の登録有形文化財に登録された。

### 東別館
東別館は1964年（昭和39年）に竣工した。鉄筋コンクリート造である。本館の東側に位置する。

### 北別館
北別館は1966年（昭和41年）に竣工した。地上5階、地下1階の鉄筋コンクリート造である。延べ床面積は約11,751平方メートル。本館の北側に位置する。

### 警察本部庁舎（西別館）
警察本部庁舎は1968年（昭和43年）に竣工した。地上5階の鉄筋コンクリート造である。延べ床面積は約4,948平方メートル。本館の西側に位置する。
新築以来、和歌山県警察本部の本庁舎となっている。なお、和歌山県警察本部交通センターにも関連施設がある。
南別館が完成するまで県庁舎群の中では一番新しい建物であった。

### 南別館（防災センター）
南別館は2005年（平成17年）8月に着工し、2006年（平成18年）10月に竣工した。地上10階の鉄筋コンクリート造である。高さ50.1m、延べ床面積は約11,751平方メートル。本館の南側に位置する。総工費は約42億円で、警察本部庁舎の新築から約40年ぶりの新庁舎である。
和歌山県の防災を担う中枢施設として建設されており、震度7クラスの揺れにも耐えられるように様々な免震装置を設置している。南別館は東南海・南海地震などの大規模災害が発生した際の拠点として想定されており、屋上にはヘリポートも設置されている。また、多くの物資を備蓄している。
2～3階には防災センターとしての中枢機能があり、全国の自治体でも最新鋭の総合防災情報システムを整備している。その他の階に危機管理に関連する内部部局が配置されている。

## 所在地
- 〒640-8585
- 和歌山県和歌山市小松原通一丁目1番地

## 交通機関
- JR和歌山駅（阪和線・紀勢本線・和歌山線・和歌山電鐵貴志川線）
- 南海和歌山市駅（南海本線・南海和歌山港線・南海加太線・JR紀勢本線）
- JR和歌山駅、南海和歌山市駅から和歌山バスに乗車し、『県庁前』『県庁正門前』下車すぐ